# Осівка (Звягельський район)
Осі́вка — село в Україні, у Звягельському районі Житомирської області. Населення становить 479 осіб. Входить до складу Ємільчинської селищної громади.

## Географія
У межах села тече річка Перга, права притока Уборті. Є ставок площею водного дзеркала 31,28 га.

## Історія
Засноване на початку XIX ст. як слобода. До 1890-х років носило назву Осівка (Солов'ї). Місце розташування численних оборонних споруд Ємільчинського батрайону Коростенського укріпрайону, споруджених у середині 30-х років минулого століття.
У 1906 році Осівка, село Емільчинської волості Новоград-Волинського повіту Волинської губернії. Відстань від повітового міста 54 версти, від волості 16. Дворів 76, мешканців 558.